# Edgardo Lander

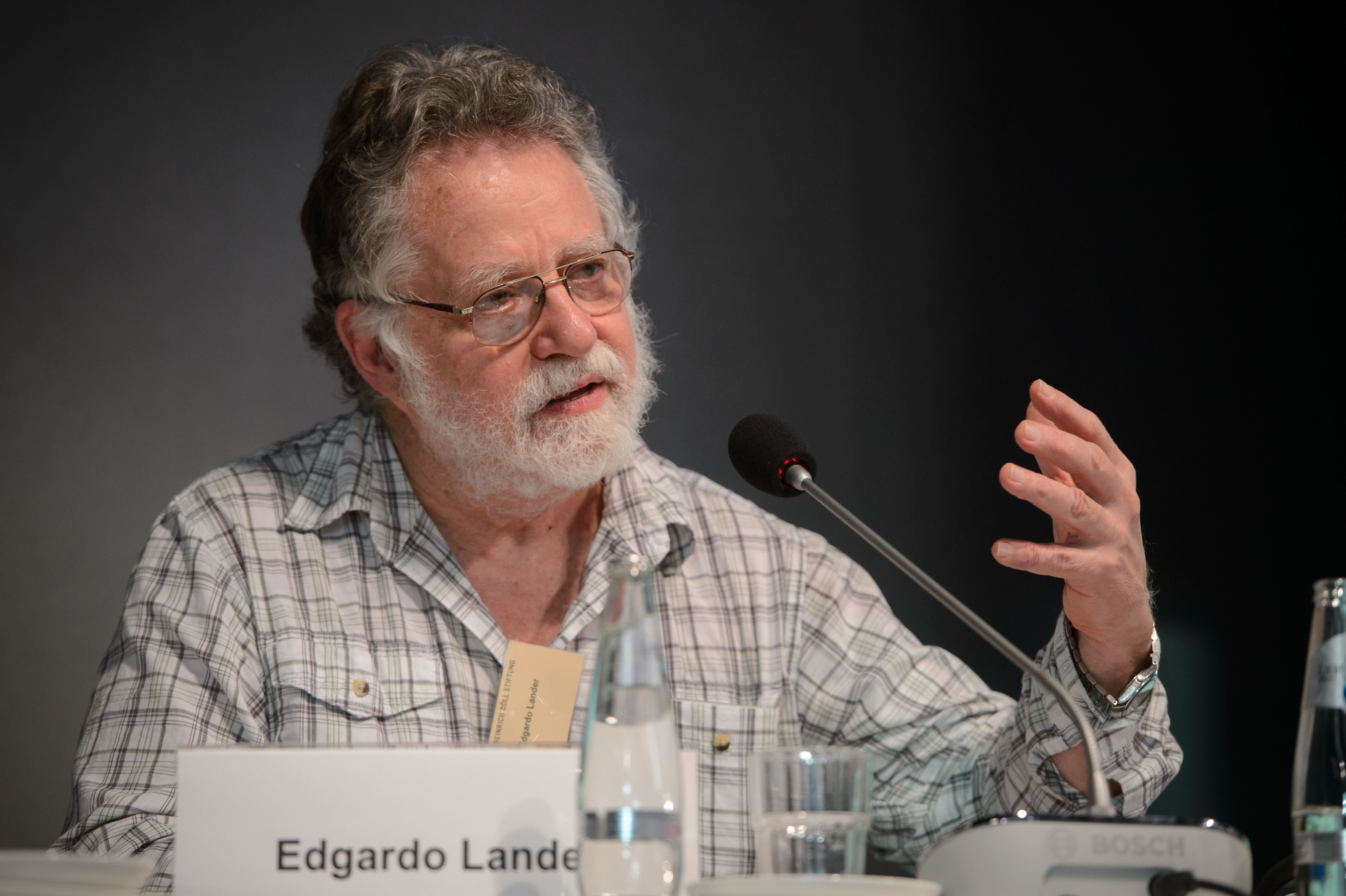
Edgardo Lander, 2014 in Berlin

Edgardo Lander (* 1942 in Caracas) ist ein venezolanischer Soziologe.

## Leben
Seinen ersten akademischen Grad erwarb Lander 1964 mit einem Lizenziat an der Universidad Central de Venezuela  (Caracas). Im Jahre 1969 schloss er ein weiteres Studium an der Harvard University mit einem Master of Arts im Bereich Soziologie ab. Hier promovierte er 1977 zum Ph.D. mit dem Dissertationsthema The Theory of Marginality from a Marxist Perspective.
Lander ist inzwischen emeritierter Professor an der Universidad Central de Venezuela und hielt eine Professur an der Universidad Indígena de Venezuela. Weiterhin hält er eine Gastprofessur an der Universidad Andina Simón Bolívar in Quito. Zudem bestehen enge Arbeitsbeziehungen (Fellow seit 2007) zum Transnationalen Institut (TNI) in Amsterdam und zur Rosa-Luxemburg-Stiftung in Quito.
Seine Arbeitsschwerpunkte sind:
- Kritik am eurozentrischen und kolonialen Charakter der Sozialwissenschaften
- aktuelle Hegemonietheorie
- Demokratietheorie
- Politik in Lateinamerika und Venezuela
- Fortschrittliche Regierungen und Extraktivismus
- Die Grenzen des Planeten und die Krise der kapitalistischen Industriegesellschaft.

Lander ist Mitbegründer der venezolanischen „Bürgerplattform zur Verteidigung der Verfassung“ und Mitglied der „Allianz für ein Konsultativreferendum“. Das sind Aktivitäten, die sich im Zusammenhang mit der sich seit 2016 zuspitzenden innenpolitischen Situation Venezuelas und des Konfliktes zwischen von Nicolás Maduro und Juan Guaidó sowie den sich daraus ergebenden internationalen Nachwirkungen entwickelten.

## Schriften (Auswahl)
- mit Santiago Arconada Rodríguez et al.: Crisis civilizatoria. Experiencias de los gobiernos progresistas y debates en la izquierda latinoamericana. Maria Sybilla Merian Center, Bielefeld University Press. Bielefeld 2020, ISBN 978-3-8376-4889-8[7]
- als Herausgeber: La colonialidad del saber: eurocentrismo y ciencias sociales : perspectivas latinoamericanas. Consejo Latinoamericano de Ciencias Sociales, Buenos Aires 2005, ISBN 9509231517[8]
- als Herausgeber: La colonialidad del saber: Eurocentrismo y ciencias sociales. Perspectivas latinoamericanas. UNESCO/CLACSO, Buenos Aires 2000, ISBN 9291430587[9]
- La democracia en las ciencias sociales latinoamericanas contemporáneas. FACES/UCV, Facultad de Ciencias Económicas y Sociales, Caracas 1996, ISBN 9803190695 (online-Version)[10]